# Kościół katolicki na Vanuatu
Kościół Rzymskokatolicki w Republice Vanuatu jest częścią światowego Kościoła katolickiego, który działa pod duchowym przewodnictwem Papieża oraz Kurii Rzymskiej w Watykanie.
Vanuatu należy do Diecezji Port Vila.

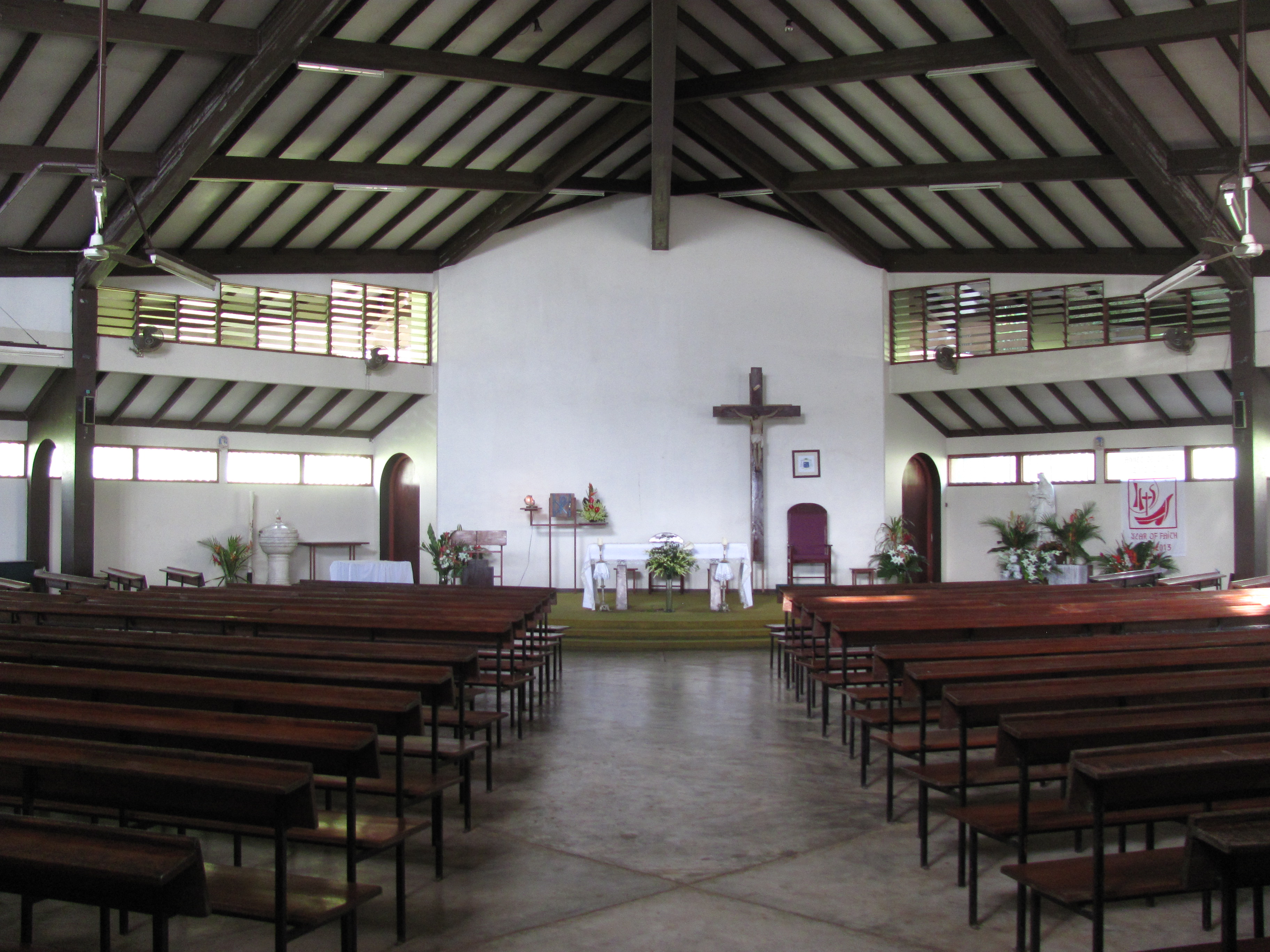
Wnętrze katedry Najświętszego Serca Pana Jezusa w Port Vila

## Historia
Kościół katolicki powstał na Vanuatu w 1848 roku, gdy na wyspy przybyli misjonarze maryści.